# Памятник Независимости (Выборг)
Па́мятник Незави́симости Финля́ндии — гранитная скульптура — лев на высоком постаменте с гербом Выборгской губернии в правой лапе, располагавшаяся в 1927—1940 годах на месте памятника Петру I в Петровском парке города Выборга.

## История
Памятник был установлен в 1927 году в честь десятилетия провозглашения независимости Финляндии. Поставить памятник на вершине скалы, на месте снесённой статуи российского императора, предложил уроженец Выборга генерал-майор В. А. Теслев (Теслефф), им же были пожертвованы деньги на создание скульптуры (около ста тысяч финских марок). В качестве символа независимости Финляндии скульптор Й.Г. Финне выбрал льва, опирающегося правой лапой на герб Выборгской губернии (герб финской Карелии — две выходящие снизу руки: справа в латах, держащая прямой меч, слева в кольчуге, держащая кривую саблю; над руками корона). На четырёхметровом гранитном постаменте была высечена надпись: SUOMEN ITSENÄISYYSJULISTUKSEN MUISTOKSI 6 · XII · 1917 («В память о независимости Финляндии 06.12.1917»). В композицию вошла гранитная лестница и два больших гранитных шара по обеим сторонам дороги к памятнику.
После Советско-финляндской войны (1939—1940) советскими военными на историческое место был возвращён памятник Петру I, а памятник Независимости сброшен со скалы. При падении гранитная скульптура раскололась, отвалились лапы. Однако в 1941 году обломки скульптуры были снова установлены в парке финскими военнослужащими, вторично сбросившими памятник Петру I после занятия Выборга в ходе Великой Отечественной войны. После того, как в результате Выборгской операции в город вернулись советские войска, наиболее крупный обломок памятника был зарыт в парке Монрепо, где и был обнаружен сотрудниками парка в 1989 году. В настоящее время он находится перед зданием дирекции Монрепо. А обломок постамента с надписью является экспонатом музея «Выборгский замок».

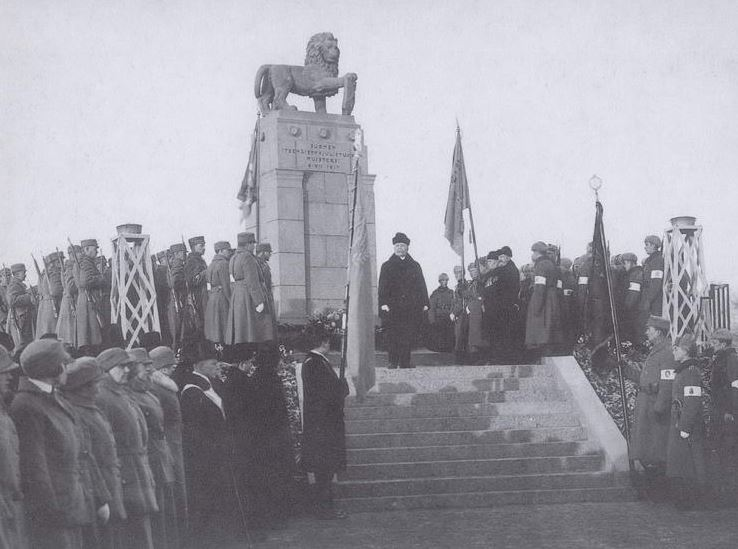
Торжественное открытие памятника в 1927 году
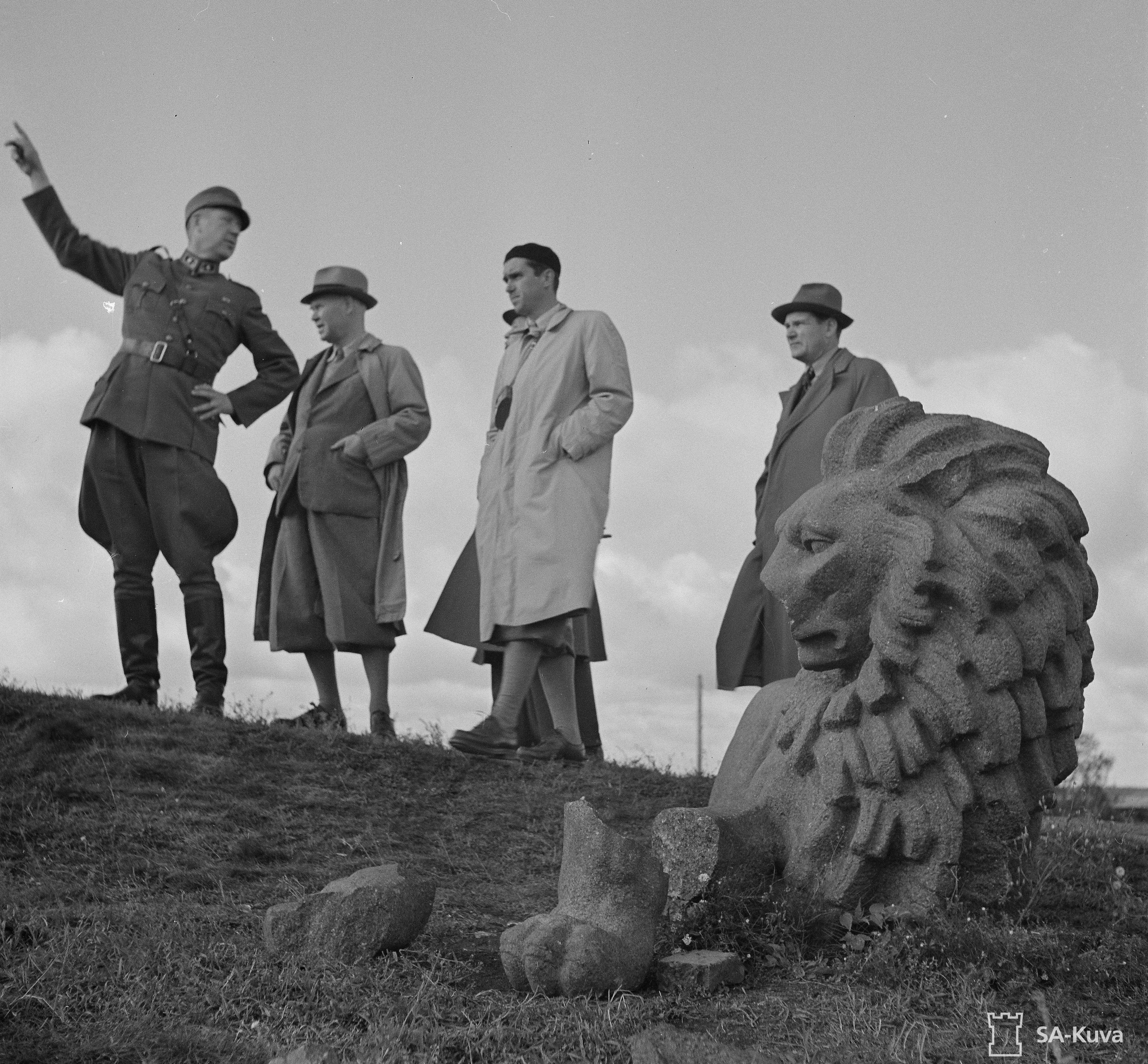
Финский военнослужащий и представители иностранной делегации у обломков памятника в 1942 году
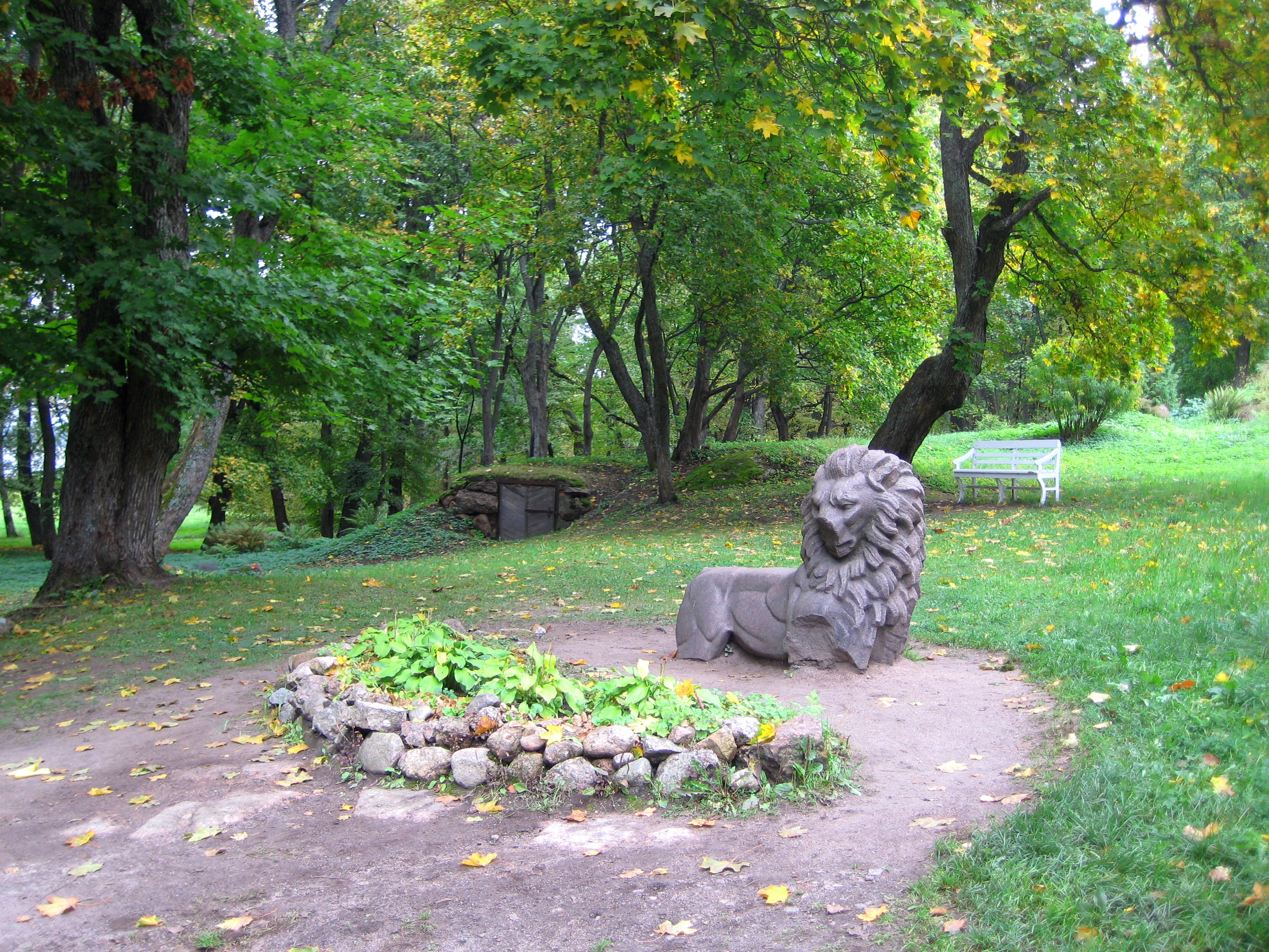
Обломок памятника в парке Монрепо в 2013 году
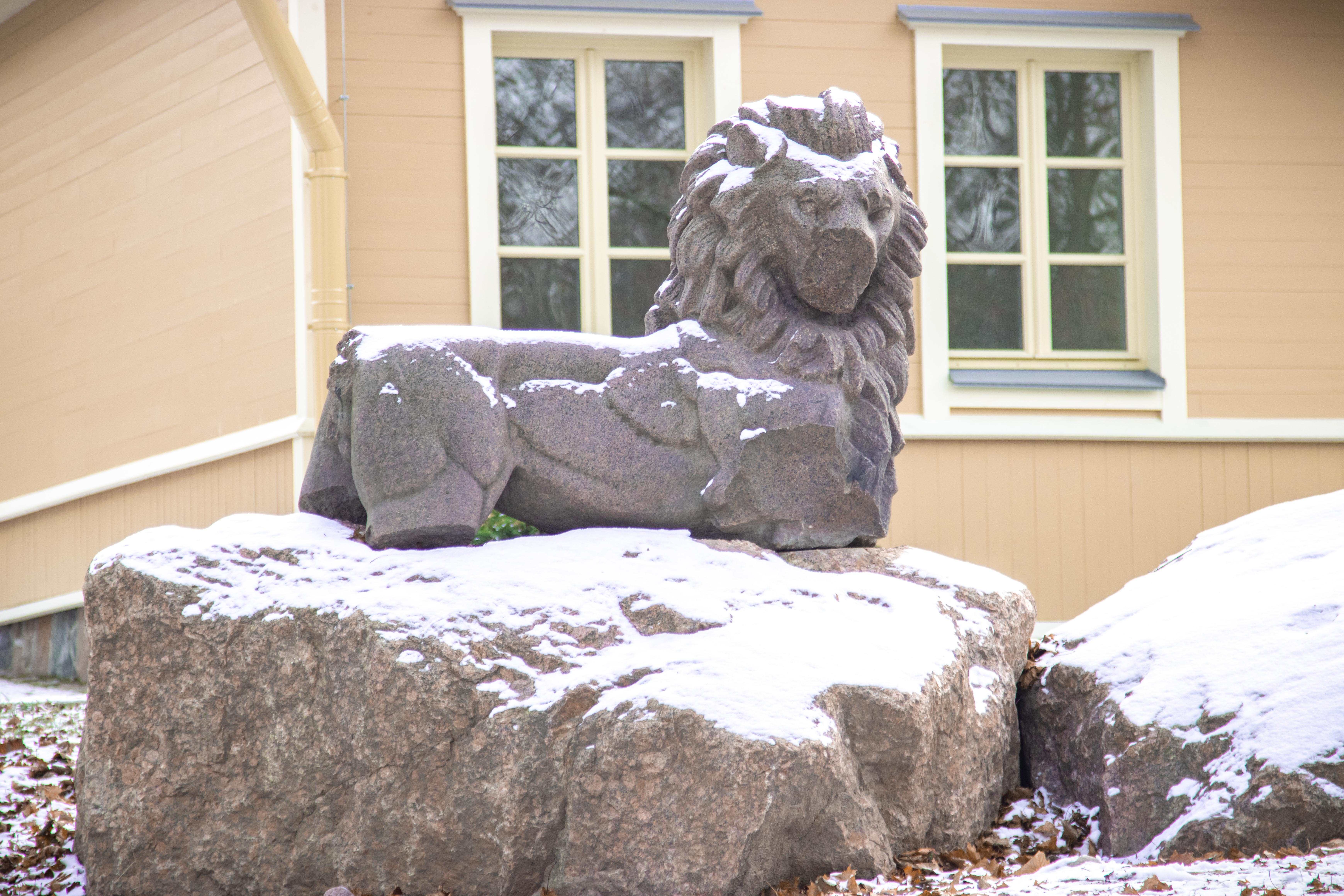
Фото 2023 года